# Inspiration – Colors and Reflections
Az Inspiration – Colors and Reflections Aziza Mustafa Zadeh azeri (azerbajdzsáni) zongorista, énekesnő és zeneszerző hatodik lemeze. 2000-ben jelent meg.

## Számok
1. Insomnia – 8:01 (Aziza Mustafa Zadeh)
2. Insult – 4:04 (Aziza Mustafa Zadeh)
3. Spanish Picture (Remix) – 4:30 (Aziza Mustafa Zadeh)
4. March (Vagif Month) – 2:37 (Aziza Mustafa Zadeh)
5. Öz Allahina Düsmän – 6:18 (Aziza Mustafa Zadeh)
6. Heartbeat (Upgraded Version) – 7:39 (Aziza Mustafa Zadeh)
7. I am Blue – 2:03 (Aziza Mustafa Zadeh)
8. Waiting for Aziza – 5:56 (Aziza Mustafa Zadeh)
9. Vocalise – 2:19 (Aziza Mustafa Zadeh)
10. Inspiration – 5:04 (Aziza Mustafa Zadeh)
11. Vagif Prelude – 3:38 (Aziza Mustafa Zadeh)
12. Bana Bana Gel (Bad Girl) (Radio Edit) – 7:57 (Aziza Mustafa Zadeh)
13. 139 Colors of Sea – 7:11 (Aziza Mustafa Zadeh)
14. Naje Sevim – 8:21 (Aziza Mustafa Zadeh)
15. Night Interlude – 2:39 (Aziza Mustafa Zadeh)

## Előadók
- Aziza Mustafa Zadeh - zongora, ének
- Al Di Meola - gitár
- Bill Evans - szaxofon
- Stanley Clarke, Kai Eckhardt de Camargo, John Patitucci - basszusgitár
- Omar Hakim, Dave Weckl - dobok